# Mây ti tích
Mây ti tích (Cirrocumulus) là các đám mây có dạng mây ti ở các độ cao lớn, thường diễn ra ở độ cao từ 6.000-12.000 m (20.000-40.000 ft).

## Sự hình thành
Mây ti tích được hình thành từ các đám mây ti hay mây ti tầng khi chúng được làm ấm nhẹ nhàng từ phía dưới. Quá trình đốt nóng làm cho không khí bị bốc lên và chìm vào trong mây. Điều này giải thích tại sao mây ti tích luôn luôn gắn liền với mây ti và mây ti tầng. Nếu không phải vậy thì các đám mây được gọi là mây trung tích.

## Biểu hiện
Mây ti tích và mây trung tích đôi khi nhìn rất giống nhau; tuy nhiên, không giống như mây trung tích, mây ti tích nằm ở độ cao lớn hơn, vì thế các đám mây ti tích xuất hiện đối với người quan sát trên mặt đất nhỏ hơn nhiều và các đám mây này không tạo ra bóng râm.
Mây ti tích có thể tạo ra các quầng mây ngũ sắc đẹp, đặc biệt nếu như chúng xuất hiện dưới dạng mây ti lacunosus (giống mạng nhện).

## Đặc trưng cấu trúc
Các đám mây ti tích rất mỏng, là các vệt màu trắng (các đám mây nhỏ), các đám mây nhỏ này chứa các hạt rất nhỏ hay các gợn sóng. Tương tự như các đám mây nằm ở các độ cao lớn, mây ti tích chứa các tinh thể nước đá. Các tinh thể này có thể bay hơi tạo ra các lỗ hổng giữa các đám mây nhỏ. Mây ti tích thông thường biểu lộ trong 2 kiểu: gợn sóng và các rìa có dạng sợi.

## Các biến thể của mây ti tích
- Castellanus: Hình dạng có các chỗ phồng lên giống như tòa lâu đài châu Âu tại các phần lớn nhất, làm cho mây có biểu hiện giống lỗ châu mai. Các "lâu đài" có cùng một gốc và phân bổ trên cùng một đường. Biến thể này ít phổ biến trong mây ti tích so với trong mây trung tích.
- Floccus: Có biểu hiện của các cụm mây tích mà phần gốc là lởm chởm nhiều hay ít.
- Stratiformis: Chủ yếu tạo thành theo phương nằm ngang, tạo ra phần lớn các lớp nằm ngang.
- Lenticularis: Giống như hình hột đậu hay quả hạnh nhân, thông thường bị kéo dài, với chu vi được xác định rõ bởi hiện tượng ngũ sắc.

## Vị trí tương đối so với các loại mây khác

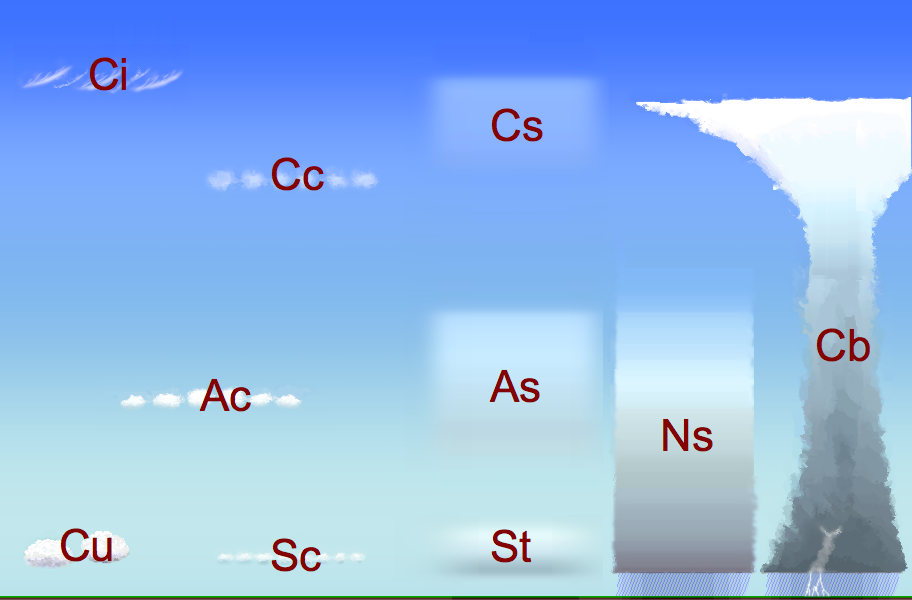
Biểu đồ giản lược chỉ ra cao độ của mây ti tích (Cc)